# Batalha de Vindonissa
A Batalha de Vindonissa foi travada por volta do ano 298 na cidade de Vindonissa (moderna Windisch, na Suíça) entre os alamanos e as forças do Império Romano lideradas pelo imperador Constâncio Cloro (r. 293–305). Os romanos venceram e pacificaram a fronteira do Reno por alguns anos.